# Gai Gemini
Gai Gemini (llatí: Gaius Geminius) va ser un magistrat romà dels segles II i I aC.
Va ser pretor de Macedònia l'any 92 aC i allí fou derrotat greument pels medis, una tribu tràcia, que després de la seva victòria va assolar la província.